# Tomy
La Tomy (株式会社タカラトミー?, K.K. Takara-Tomy), conosciuta anche come Takara Tomy, è una casa produttrice giapponese di giocattoli fondata il 1º marzo 2006 dall'unione della Tomy con la Takara, rispettivamente fondate nel 1924 e nel 1955.

## Storia
L'azienda Tomiyama Toy Seisakusho viene fondata nel febbraio 1924 da Eiichiro Tomiyama e produce aeroplani giocattolo in metallo. Negli anni 1950 la società si converte alla plastica. Nel settembre 1955 viene fondata la Satoh Vinyl Industries, che in seguito diventerà Takara e verrà quotata presso la borsa di Tokyo nel 1986. Nel 1997 anche Tomy diventa una public company ed entrerà in borsa due anni dopo. Nel 2006 le due società si fondono sotto il nome Tomy Co., Ltd., sebbene in Giappone l'azienda sia nota come Takara Tomy.

## Prodotti
- L'allegro pirata
- Bakugan Battle Planet
- Beyblade
- Diaclone
- Choro Q
- Idol x Warrior: Miracle Tunes!
- Licca-chan
- Plarail
- Tomica